# Gare de Kōzuki
La gare de Kōzuki (上月駅, Kōzuki-eki) est une gare ferroviaire localisée dans la ville de Sayō, dans la préfecture de Hyōgo au Japon. La gare est exploitée par la compagnie JR West,sur la ligne Kishin.

## Service des voyageurs

### Desserte
La gare de Kōzuki est une gare disposant de deux quais et de deux voies

| N° de voie | Ligne    | Direction   |
| ---------- | -------- | ----------- |
| 1          | ▆ Kishin | Tsuyama     |
| 2          | ▆ Kishin | Sayo/Himeji |

| JR West          |               |               |               |                 |
| Direction Himeji | Ligne Kinshin | Ligne Kinshin | Ligne Kinshin | Direction Niimi |
| Sayo             |               | -             |               | Mimasaka-Doi    |